# Nicola Filotesio
Nicola Filotesio, dit Cola dell'Amatrice (Amatrice, 9 septembre 1480 ou 1489 – Ascoli Piceno, 31 août 1547 ou 1559) est un architecte, sculpteur et peintre italien de l'école napolitaine de la haute Renaissance actif au début du XVIe siècle.

## Biographie
Nicola Filotesio est le vrai nom de l’artiste mieux connu en tant que Cola dell’Amatrice. Fils de Mariano Filotesio, il est né, selon toute vraisemblance à Filetta, petit hameau de la commune d’Amatrice, aux Abruzzes à l'époque.
Dans les chroniques qui nous sont parvenues, Nicola Filotesio est décrit comme un artiste qui se voue totalement à la création, mais en même temps tourmenté et complexe.
Cola travaille dans diverses localités de l’Italie centrale mais séjourne et travaille principalement dans la ville d’Ascoli Piceno dans les Marches.
Il est l’élève de Dionisio Cappelli (it). Il excelle dans la peinture et l’architecture et s’adonne également à la sculpture.
Ses œuvres picturales et ses toiles ressemblent beaucoup à celles du XIVe siècle et ses grandes fresques rappellent celles de Raphaël. Son empreinte personnelle caractérise dans la vigueur du nouveau bâtiment Ascoli Rinascimentale, en particulier dans la forme de plusieurs fenêtres.
Isolé des grands centres urbains de l’époque et peu valorisé par l’étroitesse de son environnement, il maintient toujours un lien étroit avec sa ville natale au point de signer ses œuvres Cola Amatricius, nom sous lequel il est connu.
Dans ses premiers tableaux, on note des apports de la culture ombrienne et romaine auxquels s’ajouteront ensuite des éléments spécifiques à celle des Abruzzes. Ses premiers travaux concernent le polyptyque de l’église San Bartolomeo alle Piagge près d'Ascoli Piceno (1509), la Pala di Campli (1510), la Pala di Folignano (1512), la Pala di San Vittore (1514).
Il arrive à Ascoli Piceno dans les premières années du XVIe siècle avec l’espoir de s’affirmer après la disparition de Carlo Crivelli et d’embaucher comme aide Guidotto, neveu de l’orfèvre Pietro Vannini.
Il s’engage à peindre en 1516, pour une durée de deux ans, une toile pour le retable de l’église de San Francesco (Ascoli Piceno) pour 250 ducats d’or (la même année à Pérouse, Raphaël reçoit 200 ducats pour un retable).
Désormais, bien implanté à Ascoli Piceno, il acquiert une maison chez Giovanni Albanese, dit le Re di Coppe pour 140 ducats. Il obtient également la citoyenneté d’Ascoli Piceno en 1518. À la même époque il épouse Maria, une jeune fille connue pour sa beauté.
Déjà, avec La pala di San Vittore, des améliorations importantes sont perceptibles (cette progression continue, caractéristique qui l’accompagne durant toute sa carrière, a pour origine l’expérience du terrain, autant dans sa peinture que dans l’architecture ou l’urbanisme). Mais, c’est à partir de 1519 qu’il atteint sa pleine maturité avec La sacra famiglia et avec L'assunzione e i quattro Santi.
Entre 1518 et 1533, il se consacre à l’architecture. Il est contacté par Bramante et par son élève Raffaello Sanzio avec lesquels il peut s’inspirer des vestiges romains, nombreux sur le territoire d’ascoli.
Après plusieurs travaux de restauration dans la ville d’Ascoli, il réalise, en 1525, la façade de l’église de San Bernardino à L'Aquila, modifiant un projet de Michel-Ange pour l’église de San Lorenzo qui n’avait jamais vu le jour (il en reste cependant une maquette en bois). Le projet aurait été offert à Nicola par Michel-Ange lui-même. Nicola décide ensuite de s’installer à L'Aquila, entre 1527 et 1529, pour s’occuper, entre autres, d’un magasin.
En 1529, il est rappelé à Amatrice, sa ville natale, victime d’un pillage par les Espagnols pendant le conflit entre les Aragonais et les angevins. Le Conseiller à la guerre, Alessandro Vitelli, l’invite à reconstruire la ville. Nicola peut ainsi découvrir l’urbanisme sur le terrain plus que par les livres (en 1525, il a déjà restauré l’aqueduc d’Ascoli Piceno) étant donné l’impossibilité d’accéder aux rares manuscrits de son temps.
De retour à Ascoli, il a est chargé, en 1532, des travaux de la façade du Duomo.
Noël 1535 est une période difficile pour la ville d’Ascoli. En effet, le pape envoie des troupes ayant à leur tête le commissaire pontifical Quieti pour capturer Astolfo Guiderocchi, ami de Cola, coupable d’avoir tué sous ses yeux, Michele Recchi di Castignano. L’expédition n’est pas un succès et compte tenu de la résistance de la noblesse d’Ascoli, Quieti met le feu au Palazzo dei Capitani del Popolo où s’étaient réfugiés les habitants d’Ascoli. Dans l'incendie au cours duquel disparaît Vincenzo Parisani dit il Malizia, chef des révoltés, tout est brûlé, même les archives communales, sauf un crucifix en bois qui échappe au brasier. Quelques jours plus tard, l’évêque nomme des experts (dont Cola) pour vérifier l’authenticité du sang qui, selon certains, aurait miraculeusement coulé de l’écorce du crucifix.
Ces événements touchent directement Cola quelques mois plus tard, quand le pape Paul III décide de bannir de la ville tous les partisans de Guiderocchi. Nicola, étant un ami de celui qu’on recherche, décide de fuir avec sa femme. À proximité du torrent Chiaro, à l’extérieur de la ville, ils se rendent compte qu’ils sont poursuivis par un groupe de soldats attirés par la beauté de la femme de Nicola. Celle-ci, pour sauver son honneur et celui de son mari se jette dans le vide.
En 1537, il prend en charge le projet et la réalisation de la digue de Biselli (Norcia). L’effondrement de la digue en 1540 contraint Nicola à se défendre des demandes de dédommagement et des critiques inévitables.
Il participe à la construction de la Rocca Paolina à Pérouse à partir de 1542. En 1549, lui est confiée la construction du portail monumental du Palazzo dei Capitani del Popolo d’Ascoli. C’est une de ses dernières œuvres.
Il meurt en 1559 à Ascoli Piceno sans laisser d'école ni d'élève.

## Liste des œuvres
- Polyptyque, église de San Bartolomeo alle Piagge, Ascoli Piceno (1509).
- La Pala dei Campli (1510), retable.
- La Pala di Falignano (1512), retable.
- Peinture des plafonds de la résidence du cardinal Raffaele Riario, Rome (1513).
- La Pala di San Vittore (1514), retable, Amatrice.
- Toile pour le retable de l’église de San Francesco (it), Ascoli Piceno (1516).
- Façade arrière du Palazzo dei Capitani del Popolo (it), Ascoli Piceno.
- La Sacra Famiglia, Pinacothèque vaticane (1519).
- L'Assunzione e i quattro Santi.
- Madone de Lorette
- Madonna col bambino e i Santi G. Battista, Rocco e Sebastiano.
- Cristo in casa di Marta e Maddalena.
- Portail latéral de l'église de San Pietro Martire (it), Ascoli Piceno (1523).
- Restauration de la Cartiera papale (it), Ascoli Piceno (1525).
- Restauration de l’aqueduc, Ascoli Piceno (1525).
- Façade de l’église de San Bernardino, L'Aquila (1525).
- Reconstruction de la ville d’Amatrice (1529).
- Projet de l’église de Santa Maria Della Carità, Arquata del Tronto (1532).
- Façade du Duomo d’Ascoli Piceno (1532).
- Projet et supervision de la réalisation de la digue de Biselli, Norcia (1537)
- Construction (en tant que troisième architecte) de la Rocca Paolina, Pérouse (1542)
- Portail monumental du Palazzo dei Capitani del Popolo (it), Ascoli Piceno (1549).
- Taccuino, ensemble de 29 dessins, croquis et notes, Bibliothèque communale de Fermo.
- Façade de l’église de la Scopa (it).
- Réalisation de la Loggia dei Mercanti (it), Ascoli Piceno.
- Montée au Calvaire (1533), Pinacothèque Civique, Ascoli Piceno.
- Vierge à l'Enfant parmi quatre saints (1514), église san Vittore.
- Triptyque avec l'Assomption (1515), Vatican.
- Mort et Assomption de la Vierge, Pinacothèque capitoline, Rome. Provient de l'église Saint Dominique à Ascoli Piceno[2].
- Retable pour le maître-autel de la cathédrale d'Ascoli Piceno (vers 1516-1533), actuellement démembré.
- Fresques de la pinacothèque de Città di Castello.

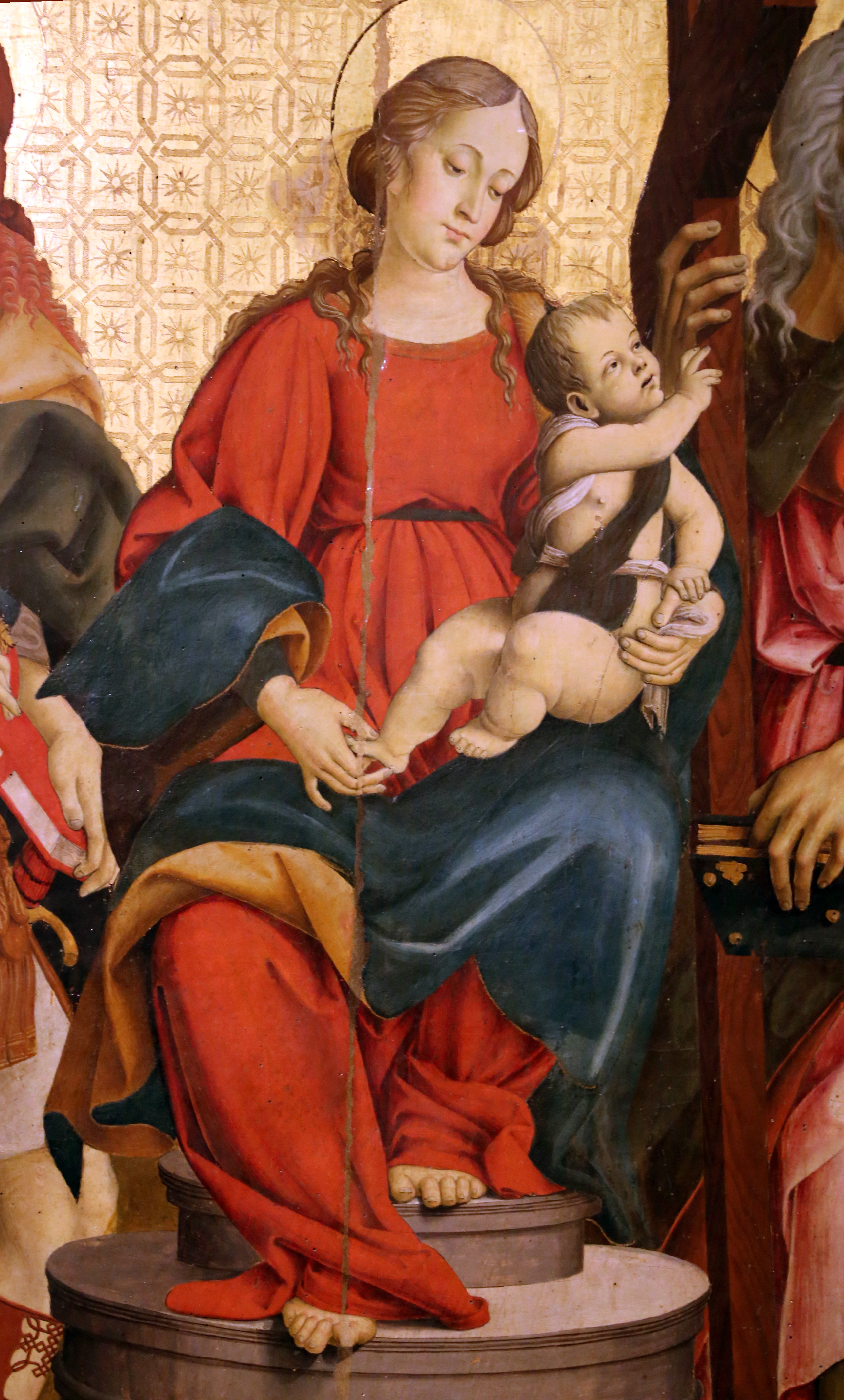
Madone à l’Enfant en trône avec Saints, 1514, Musée diocésain d’Ascoli Piceno (détail)
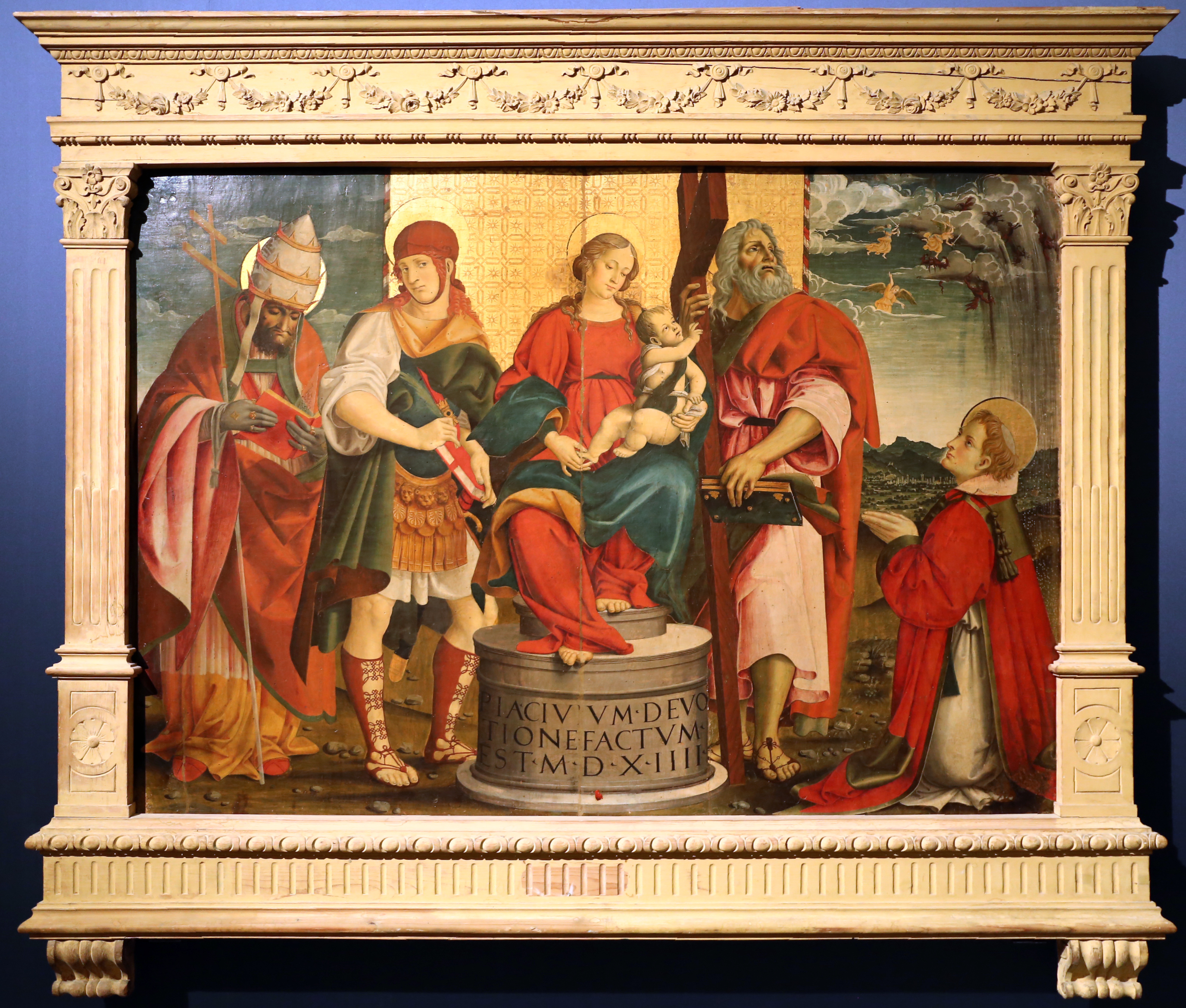
Madone à l’Enfant en trône avec Saints, 1514, Musée diocésain d’Ascoli Piceno
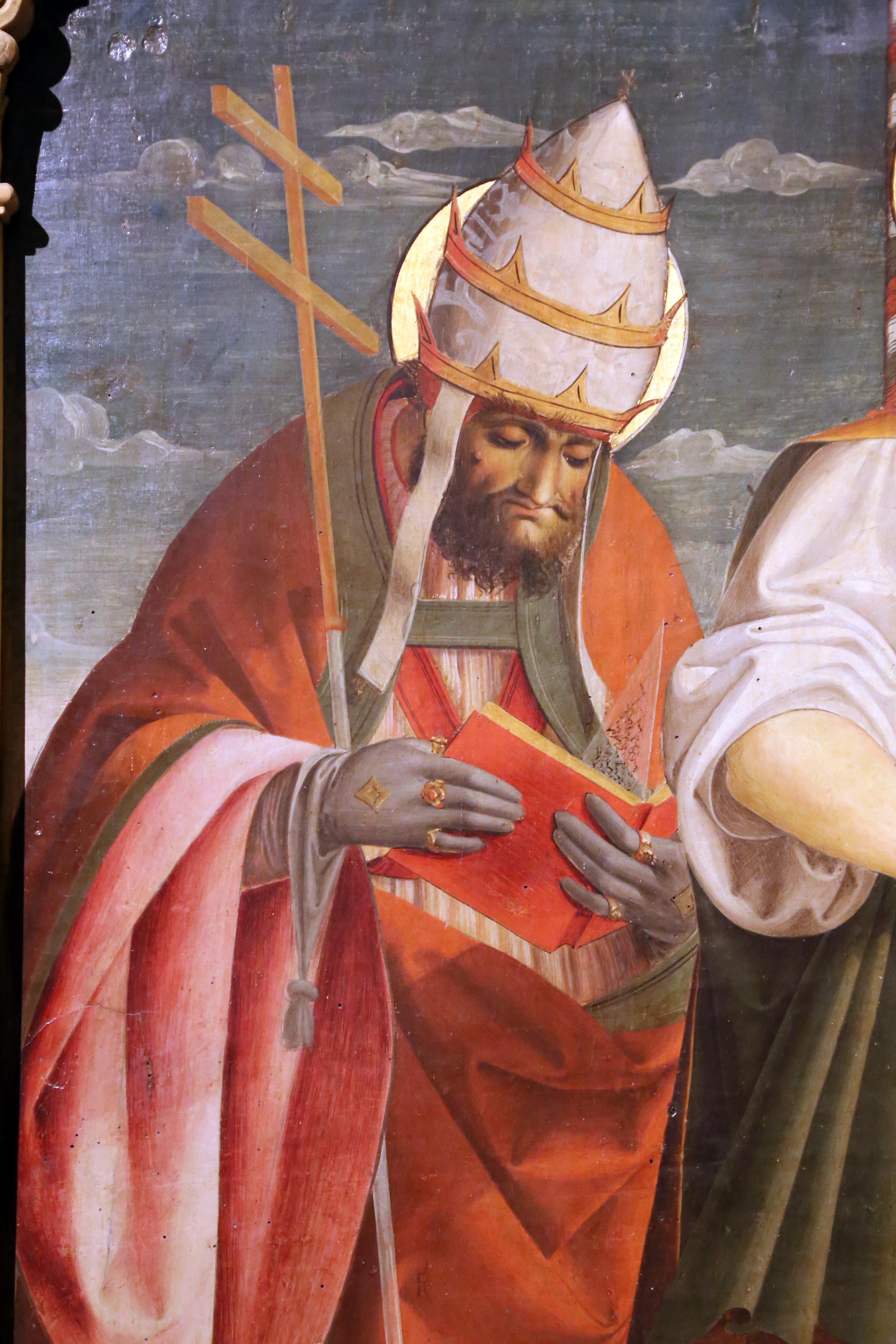
Madone à l’Enfant en trône avec Saints, 1514, Musée diocésain d’Ascoli Piceno, (Détail)

## Sources
- (it) Cet article est partiellement ou en totalité issu de l’article de Wikipédia en italien intitulé « Nicola Filotesio » (voir la liste des auteurs).